# Healey (Northumberland)
Pour les articles homonymes, voir Healey.
 (février 2024).
Healey est une paroisse civile et un village du Northumberland, en Angleterre. La population de la paroisse civile au recensement de 2011 était de 191 habitants.